# دانیل رودیگیرو
دانیل رودیگیرو (فرانسوی: Daniel Rodighiéro‎؛ زادهٔ ۲۰ سپتامبر ۱۹۴۰) بازیکن فوتبال اهل فرانسه بود.
از باشگاه‌هایی که در آن بازی کرده‌است می‌توان به باشگاه فوتبال والنسین، باشگاه فوتبال رن و باشگاه فوتبال کان اشاره کرد.
وی همچنین در تیم ملی فوتبال فرانسه بازی کرده‌است.